# Штетен ам калтен Маркт
Штетен ам калтен Маркт (њем. Stetten am kalten Markt) општина је у њемачкој савезној држави Баден-Виртемберг. Једно је од 25 општинских средишта округа Зигмаринген. Према процјени из 2010. у општини је живјело 5.164 становника. Посједује регионалну шифру (AGS) 8437107.

## Географски и демографски подаци
Штетен ам калтен Маркт се налази у савезној држави Баден-Виртемберг у округу Зигмаринген. Општина се налази на надморској висини од 768 метара. Површина општине износи 56,5 km². У самом мјесту је, према процјени из 2010. године, живјело 5.164 становника. Просјечна густина становништва износи 91 становника/km².

## Међународна сарадња
| Мјесто | Држава    | Врста сарадње | Од    |
| ------ | --------- | ------------- | ----- |
|        | Француска | пријатељство  | 1982. |
| Извор  |           |               |       |